# Wysięk (hydrologia)

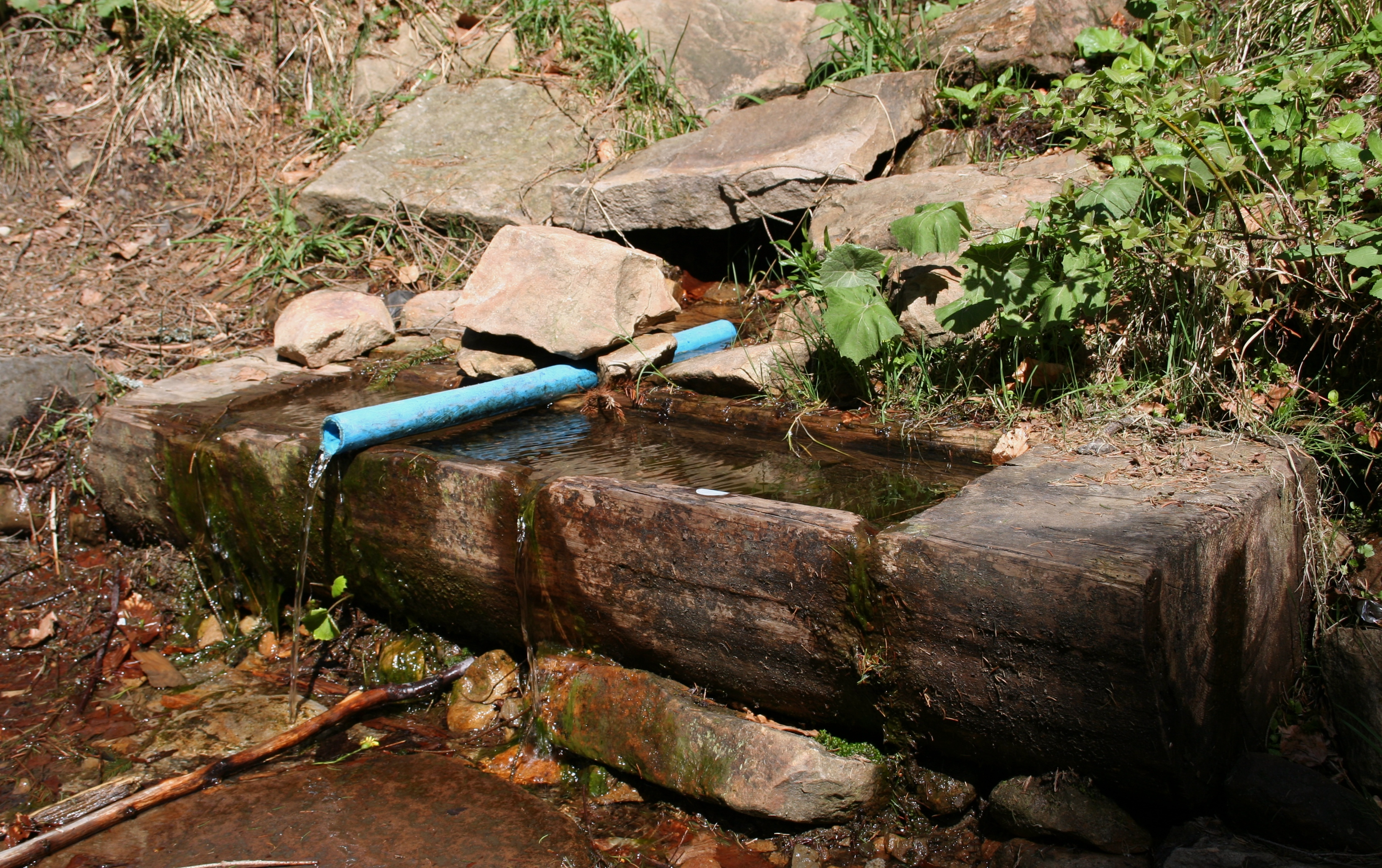
Wysięk na ścieżce dydaktyczno-przyrodniczej na Baranią Górę

Wysięk (helokren) – miejsce słabego, nieskoncentrowanego wypływu wód gruntowych na powierzchnię terenu. Zazwyczaj woda ta pozbawiona jest odpływu, wskutek tego teren wysięku jest zawilgocony lub zabagniony. Wysączająca się woda powoduje zawilgocenie terenu i nie ma widocznego odpływu na zewnątrz, lecz paruje lub ponownie infiltruje. Stąd wyróżnia się wysięki ewaporacyjne, infiltracyjne i infiltracyjno-ewaporacyjne. Wysięki mogą być stałe lub okresowe.
Porównaj: źródło, wykap, wyciek, młaka.